# یوآرال (گروه موسیقی)
یوآرال (Uaral) یک گروه دو نفره شیلیایی است که ترکیبی از سبک‌های کلاسیک گیتار لاتین و نئوفولک (Neofolk) و دوم متال (Doom Metal) را در وکال و ساختار آهنگ‌های خود به کار می‌برند. موسیقی متفاوت و صدای خشن که حسی متفاوت را در ذهن تداعی می‌کند. در برخی آهنگ‌های این گروه شاهد صداهای طبیعت هستیم که محیطی تاریک و فوق‌العاده غم آلود را در ذهن‌ها به وجود می‌آورد، غمی بی پایان. این گروه در سال ۱۹۹۶ توسط Aciago (نوازنده) و Caudal (خواننده) تشکیل شد.
«اورال نتیجه منطقی نیاز به بیان موسیقی است که در تجربیات شخصی و خانوادگی و در روستاهای شیلی تجسم یافته‌است.» اینگونه است که اورال خود را موسیقی خود می‌نامد. به گفته آنها، این نام به این دلیل است که وقتی کوچک بودند، روی تپه گم می‌شدند و از آنجا که باران‌ها در کوریکو بسیار شدید است، آنها تصمیم گرفتند از یک میانبر در زیر یک باغ سیب استفاده کنند. در راه با پیرمردی برخورد کردند که گیتار باروک داشت و نام «اورال» را روی ساز خود خالکوبی کرده بود. دوستی بین آنها آغاز شد، سختی‌ها و غم‌ها مشترک بود، علاوه بر زندگی فداکار در روستا. با گذشت زمان، این مرد راهنمای آنها در زمینه گیتار، آواز و شعر شد، جایی که به آنها آموخت تا تمام احساسات خود را در این نوع هنرها بیان کنند، تا اینکه سرانجام درگذشت.
گروه ناشناس باقی مانده‌است و تنها نشانه‌های وجود آن آلبوم‌های آن است که توسط گروه موسیقی Octagon در شیلی و توسط Lost Horizon Records در خارج از کشور منتشر شده‌است. گروه اشاره می‌کند که فقط در محیط خانواده ارائه می‌دهد و هرگز خارج از آن این کار را انجام نمی‌دهد. این گروه در تمام مصاحبه‌های خود با شعر ارتباط برقرار می‌کند و اعلام می‌کند که تأثیرات اصلی آنها بر طبیعت است، مانند کوه‌های آند، باران و حومه. گروه اعلام می‌کند که دیگر هیچ نوازنده ای را در گروه خود نمی‌پذیرند، و از خود دفاع می‌کند و می‌گوید اگر کسی را اضافه کنند، همه چیزهایی را که تجربه کرده‌اند نمی‌دانند و نمی‌توانند آن را از طریق موسیقی بیان کنند.

## اعضا
- آسیاگو - نوازنده
- کودال - خواننده

## آلبوم‌ها

### آلبوم‌های استودیویی
- صداهای درد (۲۰۰۵)
- ناله شعر مرده (۲۰۰۷)